# Галина Белінська

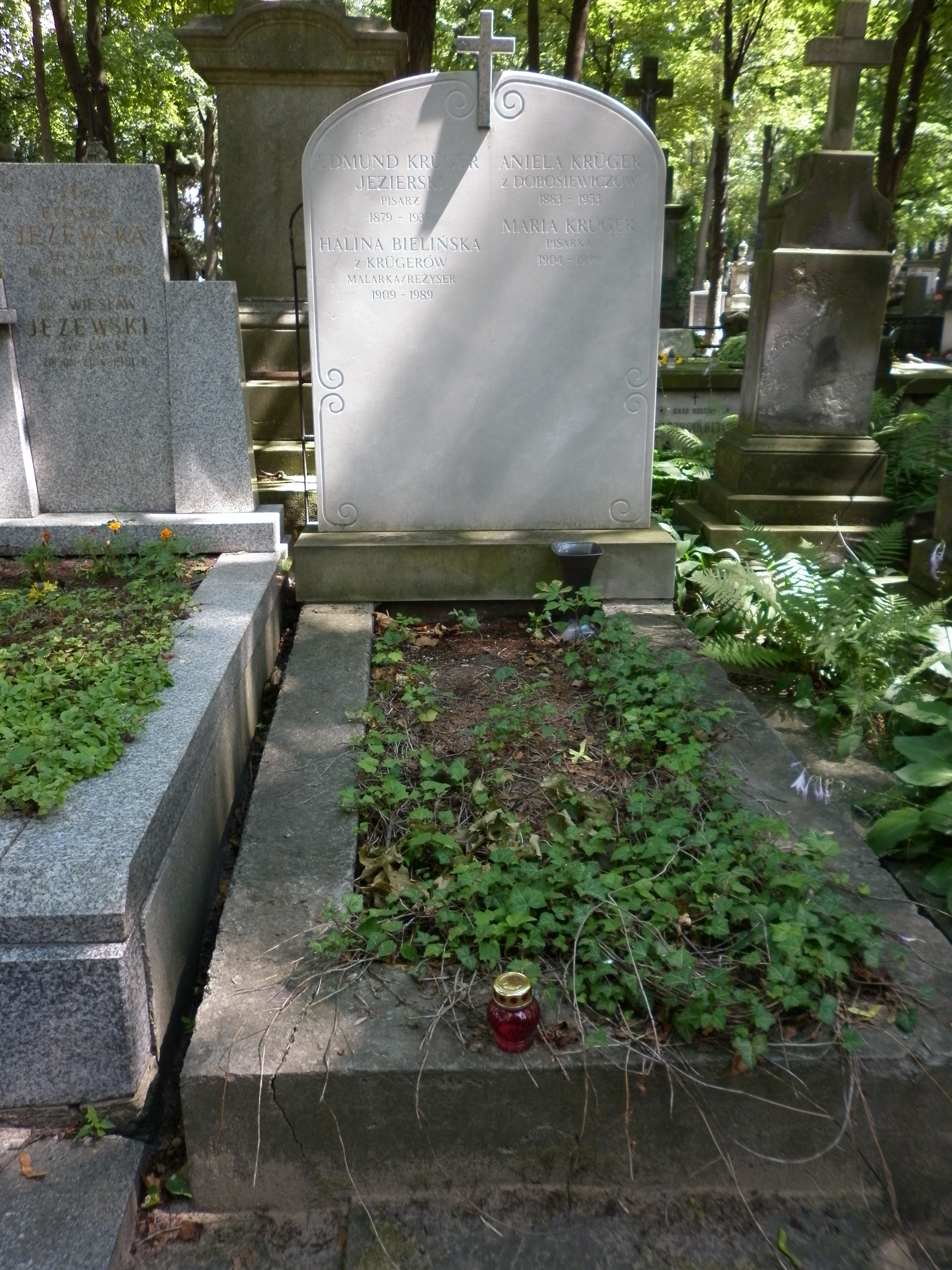
Могила родини Крюгерів на Повонзківському кладовищі

Галина Белінська , з дому — Галина Анєля Крюгер, пол. Galina Aniela Krüger (нар. 14 серпня 1914, Варшава, Польща — 13 жовтня 1989, Варшава, Польща) — польська кінорежисерка, графічна дизайнерка, постановщик Компанії з виробництва художніх фільмів у Лодзі та Лялькової кіностудії в Тушині, автор мультфільмів та художніх фільмів, ілюстратор дитячих книжок.

## Життєпис
Галина Білінська була дочкою Едмунда Крюгера та сестрою Марії Крюгер. Випускниця Варшавської академії образотворчих мистецтв. Одна із піонерів анімації в Польщі. Разом із Володимиром Гаупом вона отримала нагороду за фільм Зміна варти в категорії короткометражних фільмів на Каннському міжнародному кінофестивалі в 1959 році. Похована на Повонзківському цвинтарі у Варшаві (квартал 17-6-28).

## Родина
Батько, Едмунт Крюгер (1881—1935) — польський публіцист і прозаїк.
Сестра, Марія Крюгер (1904—1999) — польська письменниця.

## Нагороди
- Лицарський хрест ордена Відродження Польщі (1959)

## Вибрана фільмографія
- Щастя Антоні (режисер, 1960)
- Година малинової троянди (1963)
- Сам посеред міста (1965)
- Лускунчик (1967)
- П'ята ранку (1969)